# Sorbey (Mozela)
Sorbey – miejscowość i gmina we Francji, w regionie Grand Est, w departamencie Mozela.
Według danych na rok 1990 gminę zamieszkiwało 375 osób, a gęstość zaludnienia wynosiła 67 osób/km² (wśród 2335 gmin Lotaryngii Sorbey plasuje się na 682. miejscu pod względem liczby ludności, natomiast pod względem powierzchni na miejscu 956.).